# Superfamilie (taalkunde)
Een superfamilie is een taalfamilie die meerdere taalfamilies omvat.
Aan het bestaan van superfamilies wordt door de meeste taalkundigen niet getwijfeld, maar de meeste concrete voorstellen zijn niet algemeen geaccepteerd.
Enkele voorgestelde superfamilies zijn:
- Nostratisch. Omvat de Indo-Europese, Oeralische, Altaïsche, Dravidische, Kartvelische en Afro-Aziatische taalfamilies. Voorgesteld door Vladimir Svititsj.
- Amerindisch. Omvat alle talen die gesproken worden door de oorspronkelijke bewoners van Amerika behalve de Eskimo-Aleoetische en Na-Dené taalfamilies. Voorgesteld door Joseph Greenberg.
- Dene-Kaukasisch. Omvat de Sino-Tibetaanse, Noord-Kaukasische en Na-Dené taalfamilie. Volgens sommigen valt ook het Baskisch hieronder. Voorgesteld door Sergei Starostin.
- Austrische talen, omvat de Austronesische en de Austroaziatische en volgens sommige taalkundigen ook de Hmong-Mien (Miao-Yao) en de Tai-Kadai taalfamilies.
- Hokantalen, omvat de Esselen-Yuma-, Karok-Shasta- en Pomotalen, het Chimariko, en volgens sommigen het Salinan, het Seri, de Tequistlateekse talen, het Washo en het Yana.